# Asaa
Asaa es una localidad situada en el municipio de Brønderslev, en la región de Jutlandia Septentrional (Dinamarca), con una población en 2012 de unos 1201 habitantes.
Se encuentra ubicada al noreste de la península de Jutlandia, al norte del Limfjord y junto a la costa del Kattegat (mar Báltico).